# Jörg Michael Kastl
Jörg Michael Kastl (* 10. Juli 1962 in Esslingen am Neckar) ist ein deutscher Soziologe. Er lehrt als Professor für Soziologie der Behinderung und sozialer Benachteiligung an der Fakultät für Teilhabewissenschaften der Pädagogischen Hochschule Ludwigsburg.

## Leben
Kastl machte 1981 Abitur am Max-Planck-Gymnasium in Schorndorf (Leistungskurse Französisch und Geschichte). Nach dem Zivildienst im Bereich der Kinder- und Jugendhilfe studierte er von 1983 bis 1989 jeweils im Hauptfach Soziologie und Philosophie an der Universität Tübingen, legte 1989 sein Magister-Examen ab und wurde 1993 mit einer empirischen Studie zur Professionssoziologie des Journalismus promoviert ("Gesellschaftliche Komplexität und redaktionelle Routine", 1994). Anschließend war er Assistent am Soziologischen Institut der Universität Tübingen bei Walter M. Sprondel und habilitierte sich 1999 für das Fach Soziologie mit einer theoretischen Arbeit zur soziologischen Handlungs-, Kommunikations- und Strukturtheorie („Grenzen der Intelligenz. Die soziologische Theorie und das Rätsel der Intentionalität“, 2001). Es folgten Forschungsprojekte in den Bereichen Rehabilitation, Behinderung und psychische Erkrankung. Nach einer Vertretungsprofessur (Schwerpunkt Familien- und Jugendsoziologie) an der Universität in Frankfurt am Main (2004) wurde er 2005 Professor an der Pädagogischen Hochschule Ludwigsburg. Von 2008 bis 2012 war er Mitglied des Fakultätsvorstands der damaligen Fakultät für Sonderpädagogik mit Sitz in Reutlingen. Kastl leitete weitere Forschungsprojekte zu (Wohn-)Biographien von Menschen mit Behinderungen und psychischen Erkrankungen und verfasste das erste deutschsprachige Lehrbuch zur Soziologie der Behinderung. 2015 wurde die Fakultät für Sonderpädagogik an den Hauptstandort der Hochschule in Ludwigsburg bei Stuttgart verlegt. 2021 erschien nach einer Reihe von vorbereitenden Aufsätzen sein Buch „Generalität des Körpers. Maurice Merleau-Ponty und das Problem der Struktur in den Sozialwissenschaften“, in dem Kastl eine Revision soziologischer Strukturtheorie auf der Basis einer eingehenden Auseinandersetzung mit dem Spätwerk Maurice Merleau-Pontys entwirft.

## Arbeitsschwerpunkte
Schwerpunkte seiner Arbeit bilden die Allgemeine Soziologie und soziologische Theorie, die Professionssoziologie sowie die Soziologie des Körpers, des Gedächtnisses, der Behinderung, psychischen Erkrankung, Rehabilitation und Inklusion.

## Schriften (Auswahl)
- Generalität des Körpers, Weilerswist: Velbrück Wissenschaft, 2021, ISBN 978-3-95832-223-3. Open access.
- Einführung in die Soziologie der Behinderung, Wiesbaden: VS-Verlag, 2017, 2. völlig überarbeitete und erweiterte Auflage, ISBN 978-3-658-04052-9
- Hannes K., die Stimmen und das persönliche Budget. Soziobiografie einer Behinderung, Bonn: Edition Das Narrenschiff, 2009, ISBN 978-3-88414-478-7
- Grenzen der Intelligenz. Die soziologische Theorie und das Rätsel der Intentionalität, München: Fink, 2001 (zugleich Habilitationsschrift, Tübingen 1999), ISBN 3-7705-3564-2. Open access.
- Gesellschaftliche Komplexität und redaktionelle Routine. Zur Funktion und Sozialisation freier Mitarbeiter, Opladen: Westdeutscher Verlag, 1994, ISBN 3-531-12569-9.